# برنارد نوولز
برنارد نوولز (انگلیسی: Bernard Knowles; ۲۰ فوریهٔ ۱۹۰۰ – ۱۲ فوریهٔ ۱۹۷۵) یک فیلم‌بردار و کارگردان اهل بریتانیا بود.
وی فیلم‌بردار فیلم‌هایی همچون ۳۹ پله، خرابکاری و مامور مخفی بوده است.

## مرگ
نوولز در اسلاو، برکشایر درگذشت.